# Unter der Milchstraße
Unter der Milchstraße ist ein deutsches Filmdrama von Matthias X. Oberg aus dem Jahr 1995.

## Handlung
Tom fährt mit dem Nachtzug aus der Provinz nach München, um sein Studium in Astronomie aufzunehmen. Allerdings ist seine Ankunft problematisch: In nur wenigen Minuten verliebt er sich, erfährt aber, dass das Mädchen bereits einen Freund hat, und stellt fest, dass ihm in der Nachtzugfahrt all seine Ersparnisse gestohlen wurden. Mittellos freut er sich, einen Job als Schlafwagenbegleiter zu bekommen und findet sich bald auf demselben Zug wieder, mit dem er gereist ist. Anfangs naiv und unschuldig, lernt er von seinen Kollegen und passt sich ihnen auf einer Reihe von Reisen nach Italien und zurück an. Er bemüht sich, etwas Geld zu verdienen. Dabei träumt er von der Freundin seines Kollegen Luca, in die er sich verliebt hat.

## Rezeption
Der Film hat auf IMDB nur wenige Bewertungen, was den durchaus positiven Durchschnitt von 7,0 relativiert.
Cinema urteilt: "Der trockene Witz seiner spielwütigen Darsteller erinnert ein wenig an Karniggels, die surrealen Szenen und Perspektiven an Delicatessen."

## Auszeichnungen
- Preis des saarländischen Ministerpräsidenten
- 1995: Max Ophüls Preis[1]